# Luis Bayardo
Luis Bayardo (Tecolotlán, 28 de octubre de 1935), es un primer actor mexicano de cine, teatro, televisión y doblaje; con una extensa trayectoria de más de 60 años. Es conocido por sus interpretaciones en telenovelas Televisa y por prestar su voz en el doblaje para Disney. Su carrera cinematográfica la comenzó durante la última década de la Época de Oro del cine mexicano.

## Biografía
Comenzó su carrera artística a finales de la década de los 50 debutando como actor de teatro.
Debutó en televisión en 1960 en las telenovelas Espejo de sombras y El juicio de los padres.
Ha desarrollado una prolífica carrera como actor de doblaje, prestando su voz para infinidad de producciones de Hollywood destacandosé en el dobleje latino de los clásicos de Disney como Dumbo, Bambi y Bernardo y Bianca en la que prestó su voz al ratoncito Bernardo el personaje principal.
A lo largo de los años ha realizado destacadas participaciones en infinidad de telenovelas de Televisa como Colorina, Quinceañera, Alcanzar una estrella, Mañana es para siempre entre otras.
Entre sus últimas telenovelas están en 2015 Pasión y poder producción de José Alberto Castro y en 2017 Sin tu mirada producción de Ignacio Sada Madero.
Tiene una de las trayectorias más sólidas y extensas en las telenovelas siendo pionero de este género.

## Filmografía

### Telenovelas
- Me atrevo a amarte (2025) - Francisco "Panchito"
- Golpe de suerte (2023) - Leopoldo Majares
- Sin tu mirada (2017-2018) - Toribio
- Pasión y poder (2015-2016) - Humberto Vallado[6]
- Hasta el fin del mundo (2015) - Sacerdote
- Muchacha italiana viene a casarse (2014-2015) - Juez
- Libre para amarte (2013) - Virgilio Valencia
- Porque el amor manda (2012-2013) - Hernán
- Por ella soy Eva (2012) - Dr. Pedro Jiménez
- La fuerza del destino (2011) - Juez Porfirio
- Mar de amor (2009-2010) - Juez Moncada
- Mañana es para siempre (2008-2009) - Ciro Palafox
- Cuidado con el ángel (2008) - Juez
- Amar sin límites (2006-2007) - Don Jesús "Chucho" Rivera
- La esposa virgen (2005) - Sergio Valdez
- Amarte es mi pecado (2004) - Don Manolo Tapia
- Mi destino eres tú (2000) - Samuel Galindo Betancourt
- Ramona (2000) - Padre Sarriá
- Cuento de Navidad (1999-2000) - Esteban
- Preciosa (1998) - Tito Ruiz
- Lazos de amor (1995-1996) - Edmundo Sandoval
- El vuelo del águila (1994) - Francisco I. Madero
- Alcanzar una estrella II (1991) - Gustavo Rueda
- Alcanzar una estrella (1990) - Gustavo Rueda
- La casa al final de la calle (1989) - Roberto Gaytán
- Quinceañera (1987-1988) - Ramón Fernández
- Principessa (1984)
- Lo que el cielo no perdona (1982) - Lolo
- Colorina (1980-1981) - Polidoro "Poli"
- J. J. Juez (1979-1980) - Pajarito
- Los ricos también lloran (1979) - Diseñador
- Mundo de juguete (1974-1977) - Eduardo
- El usurero (1969) - Javier
- Lágrimas amargas (1967) - Máximo Baida Roth
- La tormenta (1967) - Antonio
- Nuestro pequeño mundo (1966)
- Llamado urgente (1965)
- Juicio de almas (1964)
- Agonía de amor (1963) - Eduardo
- Las momias de Guanajuato (1962-1963)
- El caminante (1962)
- Encadenada (1962)
- Sor Juana Inés de la Cruz (1962)
- La leona (1961)
- Niebla (1961)
- Conflicto (1961)
- El juicio de los padres (1960)
- Espejo de sombras (1960)

### Series
- Esta historia me suena (2021) - Ruben[7]
- Como dice el dicho (2011-2017-2020) - Don Zacarías/Ignacio/Eduardo[8][9]
- Nosotros los guapos (2019)
- La rosa de Guadalupe (2014) - Marcos
- Hermanos y detectives (2009)
- Central de abasto (2008) - Beto
- Vecinos (2007) - Don Tobías
- Hospital El paisa (2004) - Lic. Lentón
- Mujer, casos de la vida real (2000-2006)
- Aquí está la Chilindrina (1994) Padre Luna

### Cine
- Guatemala 1982 (2018) - Escolástico
- En el último trago (2014) - Agustín[10]
- La brújula la lleva el muerto (2011) - Viejo
- Beltrán (1992)
- Infamia (1991)
- El hijo de Lamberto Quintero (1990)
- Los amores criminales de las vampiras morales (1986) - Ernesto
- Katy (1984) - Ratón de ciudad (Voz)
- Volantín (1964)
- Los signos del zodiaco (1963) - Pedro Rojo

## Premios y nominaciones

### Premios TVyNovelas
| Año  | Categoría          | Telenovela       | Resultado |
| ---- | ------------------ | ---------------- | --------- |
| 2016 | Mejor primer actor | Pasión y poder   | Nominado  |
| 2006 | Mejor primer actor | La esposa virgen | Nominado  |